# Островітко
Островітко (пол. Ostrowitko, нім. Kleinosterwerder) — село в Польщі, у гміні Ліпно Ліпновського повіту Куявсько-Поморського воєводства.
Населення — 143 особи (2011).
У 1975-1998 роках село належало до Влоцлавського воєводства.

## Демографія
Демографічна структура станом на 31 березня 2011 року:
|          | Загалом | Допрацездатний вік | Працездатний вік | Постпрацездатний вік |
| -------- | ------- | ------------------ | ---------------- | -------------------- |
| Чоловіки | 69      | 18                 | 44               | 7                    |
| Жінки    | 74      | 18                 | 43               | 13                   |
| Разом    | 143     | 36                 | 87               | 20                   |